# Maria Carme Rams Margalef
Maria Carme Rams Margalef (Amposta, Montsià, 5 de febrer de 1948 - Tarragona, Tarragonès, 11 d'agost de 2021) fou una jugadora de voleibol i d'handbol catalana.
Començà practicant el voleibol amb el Club Medina de Barcelona, amb el qual va proclamar-se campiona d'Espanya la temporada 1970-71 així com també fou internacional amb la selecció espanyola de voleibol. Posteriorment, practicà l'handbol i jugà durant set temporades a l'Atlético de Madrid entre 1972 i 1979, aconseguint tres títols de Lliga femenina i disputà dues vegades la Copa d'Europa. Capitana de l'equip, durant aquest període fou escollida millor jugadora d'Espanya el 1975 i 1976. La temporada 1979-80 competí amb el Club Rancho de Castelldefels i es proclamà campiona de la Copa de la Reina el 1981. Internacional amb la selecció espanyola d'handbol en quaranta ocasions, participà al Campionat del Món de 1977 i als Jocs del Mediterrani de 1979, on aconseguí la medalla d'argent. Va retirar-se al final de la temporada 1980-81 i, posteriorment, formà part de la junta directiva de la Federació Espanyola d'Handbol durant el mandat de Roberto Ternero.
Entre d'altres reconeixements, fou guardonada amb la medalla al mèrit en handbol de la RFEBM (1977), el premi com a jugadora pionera del segle XX de la Federació Catalana d'Handbol (1999) i rebé la insígnia d'or i brillants de l'Atlético de Madrid (1978). Durant la cerimònia d'inauguració dels Jocs Mediterranis de Tarragona 2018 fou una de les portadores la bandera del Comitè Internacional.

## Palmarès
Clubs
- 1 Copa espanyola de voleibol femenina: 1970-71
- 3 Lliga espanyola d'handbol femenina: 1975-76, 1976-77 i 1977-78
- 1 Copa espanyola d'handbol femenina: 1980-81

Individual
- 2 Millor jugadora d'Espanya d'handbol: 1975 i 1976